# Pultrusie
 Pultrusie ook wel profieltrekken, is een continue vormgevingstechniek waarbij een vezel, voorzien van een hars, door een matrijs wordt getrokken. In de matrijs zitten één of meerdere min of meer complex gevormde gaten die het uiteindelijk van het staafmateriaal, de pultrusie, zijn vorm geeft. Het pultrusieproces is het tegengestelde van het extrudeerproces.
Voor grotere en gecompliceerde profielen wordt ook wel de hars in de matrijs geïnjecteerd.

## Proces
- Horizontale pultrusie.

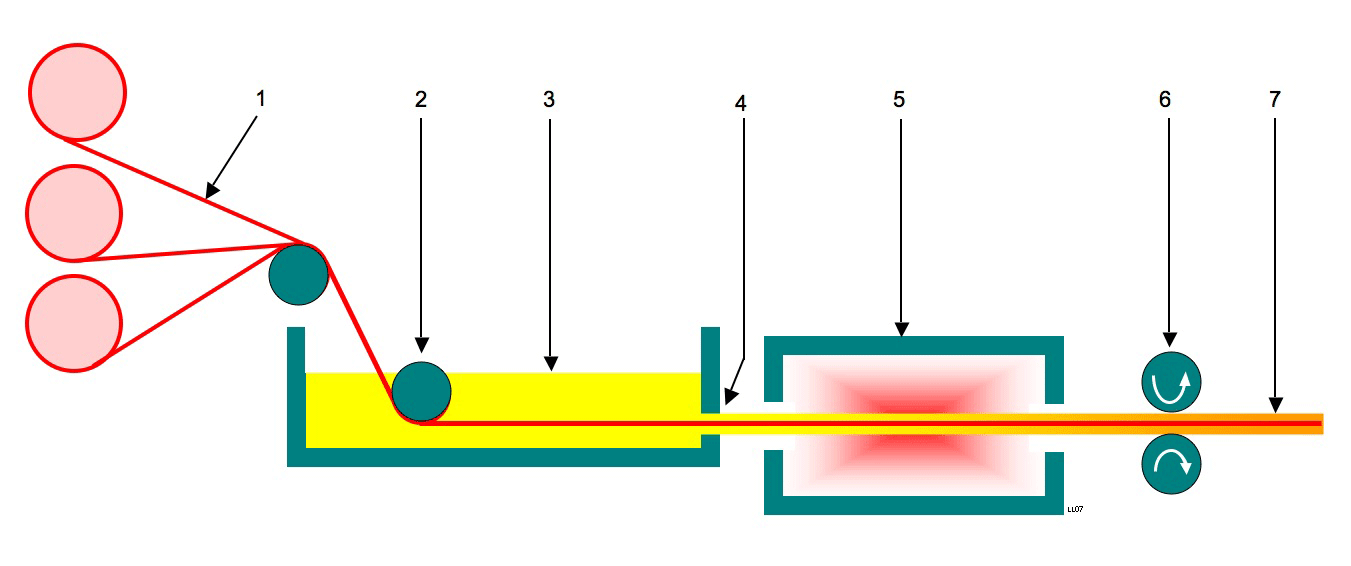
Horizontale pultrusieproces. 1 Vezels 2 Geleidingsrollen 3 Hars 4 Matrijsopening 5 Oven 6 Aandrijfrollen 7 Pultrusieprofiel

Aandrijfrollen (6) trekken (Engels: pull) het extrusieprofiel (7) door de oven (5) en door de matrijsopening (4). In de oven vindt de uitharding van het hars (3) plaats. Door de aandrijfrollen wordt ook aan de vezels (1) getrokken. De vezels worden via geleidingsrollen (2) door een bad met hars (3) geleid. De doorsnedevorm van de matrijsopening bepaalt de vorm van het pultrusieprofiel.
- Verticale pultrusie

In het verticaal pultrusieproces is de gehele installatie verticaal geplaatst. Vaak wordt dit proces bij cilindrische en buisvormige profielen toegepast.  
- Vlakbedpultrusie

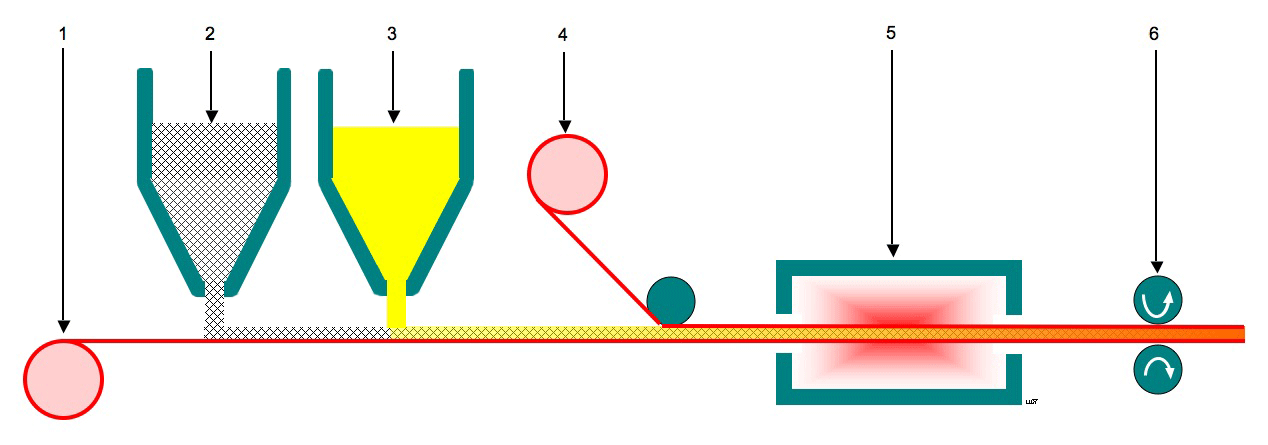
Vlakbedpultrusieproces. 1 Foliedrager 2 Vezels 3 Hars 4 Afdekfolie 5 Oven 6 Aandrijfrollen

In het vlakbedpultrusieproces worden de vezels (2) en het hars (3) op een foliedrager (1) van celglas gestort. Deze foliedrager wordt door de aandrijfrollen (6) door het proces getrokken. Op deze manier worden de vezels en het hars, op de gewenste dikte, opgebracht. Hierna wordt er een foliedrager (4) als toplaag aangebracht. Het geheel hardt vervolgens uit in de oven (5). De vlakke platen  worden op grote rollen opgerold. Door de aandrijfrollen te profileren worden (geprofileerde) platen gemaakt.

## Voordelen
De productie is een continu proces met het voordeel van een goede kwaliteitsbeheersing. Er is een goede maatvastheid van de doorsnede van het pultrusieprofiel. De pultrusietechniek is geschikt voor allerlei soorten vezels. Ook kunnen meerder soorten vezels gecombineerd worden. Er is een hoog vezelvolumegehalte (tot 70%) haalbaar, en daardoor een hoge specifiek stijfheid en sterkte.

## Nadelen
Omdat het een continu proces is, is het opstarten en stoppen van het proces kostbaar, wat het ongeschikt maakt voor kleine series.

## Toegepaste materialen
Voor het pultrusieproces kunnen alle warmhardende harsen worden gebruikt. De meest toegepaste harsen zijn het UP- en het EP-hars. Voor de vezels wordt het meest glasvezelgarens toegepast. 

## Toepassingen
Het pultrusieproces wordt vaak toegepast bij het produceren van profielen van vezelversterkte kunststoffen. De profielen worden gebruikt bij de fabricage van platen of profielen met goede mechanische en thermische eigenschappen voor middelgrote en grote series (1000 tot 100 000). Voorbeelden hiervan zijn:
- Profielen voor de kasbouw
- Brugdekplanken
- Ski’s
- Vliegtuigvleugelsegmenten
- Framebuizen
- (Polyester) platen
- Roosters voor veestallen
- Polyester golfplaten